# Asterix – Az istenek otthona
Az Asterix – Az istenek otthona (eredeti cím: Astérix: Le domaine des dieux) 2014-ben bemutatott francia 3D-s számítógépes animációs film, amely az Asterix-sorozat kilencedik része. Az animációs játékfilm rendezője Louis Clichy, producerei Philippe Bony és Thomas Valentin. A forgatókönyvet René Goscinny és Albert Uderzo képregénye alapján Alexandre Astier írta, a zenéjét Philippe Rombi szerezte. A mozifilm az M6 Films, Belvision, M6 Studio és Grid Animation gyártásában készült, az SND forgalmazásában jelent meg. 
Franciaországban 2014. november 26-án, Magyarországon 2014. december 25-én mutatták be a mozikban.

## Cselekmény
Iulius Caesar felépítteti Az istenek otthona nevű lakótelepet Asterix és Obelix faluja mellett. A gallok mindent megtesznek hogy meghiúsítsák az építkezést, de a lakótelep megépül. A helyet elözönlik a római polgárok, akikkel szemben a gallok nem léphetnek fel erőszakkal. Különféle trükkökkel próbálják elűzni őket, de ez sem sikerül. A gall falu lakói felismerik az üzleti lehetőséget, és kereskedést folytatnak a római lakosokkal. Csak Asterix, Obelix és Csodaturmix veszik észre a problémákat. Hangjanix segítségével majdnem sikerül elüldözniük a rómaiakat, de ezt a többi gall megakadályozza és átköltöznek Az istenek otthonába. A rómaiak ostrom alá veszik a szinte teljesen kiürült gall falut, és foglyul ejtik a gallokat. Obelix kiszabadítja a gallokat, akik szembeszállnak a római katonákkal és legyőzik őket. A csata miatt a római civilek elhagyják Az istenek otthonát, és a legyőzött katonákkal távoznak. Miután teljesen kiürült, Obelix lerombolja Az istenek otthona lakótelepet.

## Szereplők
| Szereplő              | Eredeti hang           | Magyar hang      |
| --------------------- | ---------------------- | ---------------- |
| Asterix               | Roger Carel            | Schnell Ádám     |
| Obelix                | Guillaume Briat        | Gesztesi Károly  |
| Pluszminusz           | Lorànt Deutsch         | Markovics Tamás  |
| Duplicatha            | Laurent Lafitte        | Kálid Artúr      |
| Centurio              | Alexandre Astier       | Csankó Zoltán    |
| Prospectus szenátor   | Alain Chabat           | Hajdu István     |
| Fikusz                | Elie Semoun            | Hamvas Dániel    |
| Dulcia                | Géraldine Nakache      | Kiss Eszter      |
| Pocimanusz            | Artus de Penguern      | Kerekes József   |
| Félautomatix          | Lionnel Astier         | Törköly Levente  |
| Analfabetix           | François Morel         | Király Attila    |
| Moletti               | Florence Foresti       | Halász Aranka    |
| Hasarengazfix         | Serge Papagalli        | Schneider Zoltán |
| Csodaturmix           | Bernard Alane          | Harsányi Gábor   |
| Gladiátor             | Baptiste Lecaplain     | Bolla Róbert     |
| Pesticius szenátor    | Brice Fournier         | Forgács Gábor    |
| Almaszósz             | Oscar Pauwels          | Pál Dániel Máté  |
| Sokadikix             | Laurent Morteau        | Kajtár Róbert    |
| Iulius Caesar         | Philippe Morier-Genoud | Epres Attila     |
| Falerius szenátor     | Christophe Bourseiller | Vári Attila      |
| Samus szenátor        | Olivier Saladin        | Tarján Péter     |
| Hangjanix             | Arnaud Léonard         | Láng Balázs      |
| Medius                | Damien Gillard         | Koncz István     |
| Humerus               | Franck Pitiot          | Bácskai János    |
| Agyabugyakifogyaszusz | Florian Gazan          | Magyar Attila    |
| Melák                 | Pascal Demolon         | Galambos Péter   |

További magyar hangok: Czifra Krisztina, Élő Balázs, Farkas Zita, Gubányi György István, Gyurin Zsolt, Honti Molnár Gábor, Kis-Kovács Luca, Kocsis Mariann, Mesterházy Gyula, Mohácsi Nóra, Papucsek Vilmos, Stern Dániel, Szkárosi Márk, Téglás Judit, Turi Bálint

## Televíziós megjelenések
RTL Klub, Film+, Paramount Network, AMC, M2, RTL Három 